# Yara Blümel

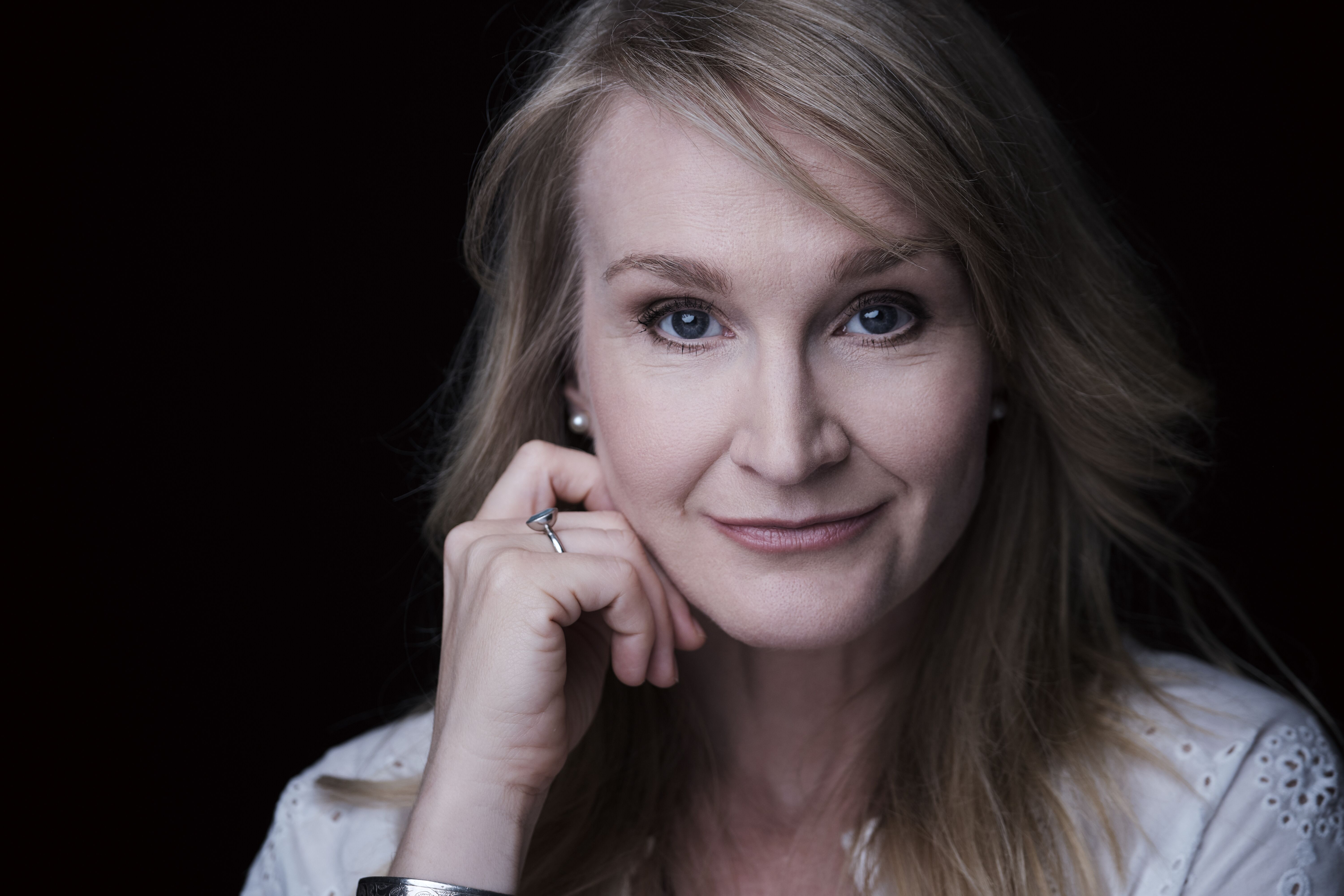
Yara Blümel

Yara Blümel (* 1974 in Belo Horizonte) ist eine deutsche Schauspielerin, Synchronsprecherin, Hörspielsprecherin, Hörbuchinterpretin, Regisseurin und Initiatorin der musikalischen Lesungen Wort & Musik zusammen mit dem Jazzmusiker Christian Meyers.

## Wirken

### Theater
Nach ihrem Abitur am Gymnasium Isernhagen im Jahr 1994 studierte Yara Blümel Schauspiel, Gesang und Tanz in Wien und New York. Nach ersten Ensemblerollen wie z. B. in der Welt-Uraufführung von „Tanz der Vampire“ am Raimund Theater in Wien unter der Regie von Roman Polanski übernahm Yara Blümel Rollen an verschiedenen Theatern und Staatstheater, darunter Sally Bowles in Cabaret am Staatstheater Kassel, Sanya in Karussell am Maxim Gorki Theater Berlin.
1999 wirkte sie in der deutschen Erstaufführung von „Rent“ mit, das sie zur Freien Volksbühne nach Berlin führte, wo sie dann im Anschluss am Theater des Westens die Rolle der „Liz“ in dem Musical „Chicago“ übernahm.
Seit 2000 ist sie Improspielerin (u. a. mitgewirkt bei Theatersport Berlin, Paternoster, Stammzellformation). 
Im Sommer 2002 sang sie Jeany in dem Musical „Hair“ bei den Schloßfestspielen Ettlingen.
2003 spielte sie die Titelrolle Reno Sweeney in dem Stück „Anything Goes“ beim Musical-Festival in Bruck an der Leitha in Österreich.
2004 folgte ein dreijähriges Festengagement am Theater St. Gallen, Schweiz, in dessen Zeitraum sie unter der Regie von Josef Köpplinger in Inszenierungen wie Shakespeares Sommernachtstraum und Shaffer’s Amadeus zu sehen war. Sie arbeitete u. a. mit Joshua Sobol, dem weltbekannten Dramatiker des Stücks „Ghetto“, in der Uraufführung „Der Augenzeuge“ zusammen.
In Udo Lindenbergs Erfolgsmusical „Hinterm Horizont“ spielte sie Jessy heute, Jessys Mutter/Pressesprecherin und Barbara Saftig.
Weitere Stationen bildeten das Gärtnerplatztheater in München, an dem sie 2018 neben Konstantin Wecker, Michael Dangl und Fanni Kammerlander in dem literarisch-musikalischen Abend „Der Klang der ungespielten Töne“ und 2015 in der musikalischen Lesung des „Sommernachtstraums“ neben Marianne Sägebrecht und Markus Hering auf der Bühne stand.

### Bühnenrollen (Auswahl)
- 1997: Patty Symcox in Grease (Capitol Theater Düsseldorf)
- 1998: Linda in Blutsbrüder (Theater Akzent Wien, Österreich)
- 1999: Liz in Chicago (Theater des Westens, Berlin)
- 2000: Lisa Neumann in Blue Jeans (Tournee)
- 2001: Sally Bowles in Cabaret (Staatstheater Kassel)
- 2002: Sanya in Karussell (Maxim Gorki Theater, Berlin)
- 2003: Reno Sweeney in Anything Goes (Musical-Festival Bruck a. d. Leitha, Österreich)
- 2003: Anouschka in Elternabend (Neuköllner Oper, Berlin)
- 2004: Hermia in Sommernachtstraum (Theater St. Gallen, Schweiz)
- 2004: Doktor Rapps in Augenzeuge (Theater St. Gallen, Schweiz)
- 2005: Konstanze in Amadeus (Theater St. Gallen, Schweiz)
- 2006: Berta von Bruneck in Wilhelm Tell (Theater St. Gallen, Schweiz)
- 2007: Nerissa in Kaufmann von Venedig (Theater St. Gallen, Schweiz)
- 2008: Helen Miller in Moonlight Serenade (Theater im Rathaus, Essen)
- 2011–2013: Jessy heute, Jesus Mutter/Pressesprecherin, Barbara Saftig in Hinterm Horizont (Theater am Potsdamer Platz, Berlin)
- 2014: Pic in Cinderella (Gärtnerplatztheater, München)
- 2015: Hippolyta in der musikalischen Lesung Sommernachtstraum (Gärtnerplatztheater, München)

### Musikalische Lesungen (Auswahl)
- 2016: musikalische Lesung „Hell in die Nacht“ (OFF-Theater Salzburg, Österreich)
- 2017: musikalische Lesung Jazz & Lyrics „A Midsummer Night’s Dream“ (Deutsche Oper Berlin, Tischlerei)
- 2018: literarisch-musikalischer Abend „Klang der ungespielten Töne“ (Gärtnerplatztheater, München)
- 2018: musikalische Lesung „Wort und Musik“ mit Gedichten von Else Lasker-Schüler
- 2019: musikalische Lesung Jazz & Lyrics  „Worte und Klänge“, ein Rilke-Jazzabend (Deutsche Oper Berlin, Tischlerei)
- 2021: musikalische Lesung Jazz & Lyrics „Morgenstern und Galgenlieder“ (Deutsche Oper Berlin, Tischlerei)
- 2022: musikalische Lesung Jazz & Lyrics „Crimetime mit Starautor Martin Walker“ (Deutsche Oper Berlin, Tischlerei)
- 2022: musikalische Lesung Jazz & Lyrics „Four Seasons - Naturlyrik von Hölderlin bis Heine“ (Deutsche Oper Berlin, Tischlerei)

### Film und Fernsehen
Als Schauspielerin vor der Kamera trat Yara Blümel bislang in diversen Kurzfilmen auf. Nebenrollen übernahm sie in der Produktion „Robin Hood/Zahltag“ unter der Regie von Martin Schreier.

### Hörbücher und Hörspiele
Seit 2010 setzt Yara Blümel ihre Stimme zudem als Hörbuch- und Hörspielsprecherin ein. 
Für folgende Hörbuch-Verlage arbeitete sie bereits: Lübbe Audio Hörverlag, Hörbuch Hamburg, Random House Audio, Der Hörverlag, Audio Media Verlag, audible und Argon Verlag. Sie las unter anderem „Die Musik der Stille“ von Patrick Rothfuss, „Ein Fest der Liebe“ von Andreas Eschbach und „Herz auf Eis“ von Isabelle Autissier.

### Hörbücher (Auswahl)
- 2010: Martina Sahler: Wie ein Kuss von Rosenblüten, Lübbe Audio, ISBN 978-3-8387-6692-8
- 2010: Drachenlanze
- 2011: Sarah Lark: Die Insel der tausend Quellen, Lübbe Audio, ISBN 978-3-7857-4506-9
- 2013: Simone Höft und Nora Lämmermann: Landluft für Anfänger, Lübbe Audio
- 2014: Petra Hülsmann: Hummeln im Herzen, Lübbe Audio, ISBN 978-3-8387-7439-8
- 2015: Patrick Rothfuss: Die Musik der Stille gemeinsam mit Stefan Kaminski, ISBN 978-3-8445-1805-4
- 2016: Petra Hülsmann: Glück ist, wenn man trotzdem liebt, Lübbe Audio, ISBN 978-3-8387-7940-9
- 2017: Andreas Eschbach: Eine unberührte Welt (gemeinsam mit Jürgen Prochnow, Simon Jäger und Nicole Engeln), Lübbe Audio, ISBN 978-3-7857-5497-9
- 2018: Susanne Hanika: Der Tod kommt mit dem Wohnmobil, Lübbe Audio, ISBN 978-3-8387-8948-4
- 2020: Ulrike Renk: Tage des Lichts: das Schicksal einer Familie, aufbau audio, ISBN 978-3-945733-36-3
- 2020: Robert Jackson Bennett: Der Schlüssel der Magie - Die Diebin, Random House Audio, ISBN 978-3-8371-5414-6
- 2021: Laura Imai Messina: Die Telefonzelle am Ende der Welt, der Hörverlag, ISBN 978-3-8445-4155-7
- 2022: Elise Kova: Air Awoken, Hörbuch Hamburg, ISBN 978-3-8449-3128-0
- 2023: Trude Teige: Als Großmutter im Regen tanzte, Argon Verlag, ISBN 978-3-7324-0710-1
- 2024: Hera Lind: Im Namen der Barmherzigkeit, Argon Verlag, ISBN 978-3-8398-2131-2

### Hörspiele (Auswahl)
- David Hewson: Julia & Romeo: Das ungekürzte Hörspiel (Julia Capulet), audible
- Angeli Backhausen: Fischgründe (Mrs Hummel), WDR
- Jo Nesbø: Headhunter (Diana), audible
- Christian Gailus: Hyde Away (Goria), EUROPA
- James Goss: Dr. Who (Cora), Lübbe Audio
- Harry Horse: Der kleine Hase läuft weg (Mutter Hase), Lübbe Audio
- Kai Meyer: Die Wellenläufer - Trilogie (Soledad), Lübbe Audio
- Kai Meyer: Die Alchimistin (Aura), Lübbe Audio
- Victor Hugo: Der Glöckner von Notre Dame (Fleur de Lys), Der Hörverlag
- Edgar Allan Poe: Die schwarze Katze (Sheila), Lübbe Audio
- Perry Rhodan: Die Mediale Schildwache (Mediale Schildwache), Lübbe Audio